# 波琳娜·热姆丘任娜
波林娜·谢苗诺夫娜·热姆丘任娜（羅馬化：Polina Semyonovna Zhemchuzhina；1897年—1970年），苏联政治家、外交部长莫洛托夫的妻子，生于俄罗斯帝国叶卡捷琳诺斯拉夫省，1932年至1936年主管高级香水产业，后在食品人民委员部中，负责香水、化妆品、合成化工品、肥皂，后担任副人民委员。1939年担任渔业人民委员。1948年11月在由莫洛托夫召开的纪念十月革命31周年招待他国外交官的招待会上，热姆丘任娜以意第绪语对以色列大使果尔达·梅厄说：“我是犹太人的女儿”并赞扬了梅厄访问莫斯科合唱犹太会堂。当年12月29日，被开除出党。1949年1月29日，因叛国罪被逮捕流放至哈萨克斯坦库斯塔奈州，2月之后莫洛托夫被免除外交部长职务并失去影响力。直至1953年斯大林死亡后获释。

## 家庭
- 外孙：维亚切斯拉夫·尼科诺夫